# Liste der Biografien/Soz
Liste der Biografien |
Portal Biografien |
Personensuche
# |
A |
B |
C |
D |
E |
F |
G |
H |
I |
J |
K |
L |
M |
N |
O |
P |
Q |
R |
S |
T |
U |
V |
W |
X |
Y |
Z |
?
 
Sa |
Sb |
Sc |
Sd |
Se |
Sf |
Sg |
Sh |
Si |
Sj |
Sk |
Sl |
Sm |
Sn |
So |
Sp |
Sq |
Sr |
Ss |
St |
Su |
Sv |
Sw |
Sy |
Sz
 
Soa |
Sob |
Soc |
Sod |
Soe |
Sof |
Sog |
Soh |
Soi |
Soj |
Sok |
Sol |
Som |
Son |
Soo |
Sop |
Sor |
Sos |
Sot |
Sou |
Sov |
Sow |
Sox |
Soy |
Soz
Die Liste der Biografien führt alle Personen auf, die in der deutschsprachigen Wikipedia einen Artikel haben. Dieses ist eine Teilliste mit 27 Einträgen von Personen, deren Namen mit den Buchstaben „Soz“ beginnt.

## Soz

### Soza
- Sozanska, Monika (* 1983), deutsche Degenfechterin

### Sozb
- Sözbir, Deniz (* 1981), deutsch-türkischer Filmschaffender
- Sözbir-Seidel, Tülay (* 1972), türkische Malerin in Deutschland

### Soze
- Sözen, Edibe (* 1961), türkische Soziologin und Politikerin
- Sözen, Kadir (* 1964), türkisch-deutscher Rundfunkjournalist und Filmemacher
- Sözen, Melisa (* 1985), türkische Schauspielerin
- Sözen, Umut (* 1990), türkischer Fußballspieler
- Sözer, Eddy (* 1968), türkischer Fußballtrainer
- Sözer, Halil (1923–2024), türkischer General
- Sözer, Hilmi (* 1970), deutsch-türkischer Schauspieler und Comediany
- Sözer, Mehmet (* 1991), österreichischer Schauspieler
- Sözer, Muhammet (* 1994), deutscher Futsalspieler und Fußballspieler türkischer Abstammung
- Sözeri, Ayta (* 1976), türkische Schauspielerin und SängerinAyta Sözeri (* 1976)

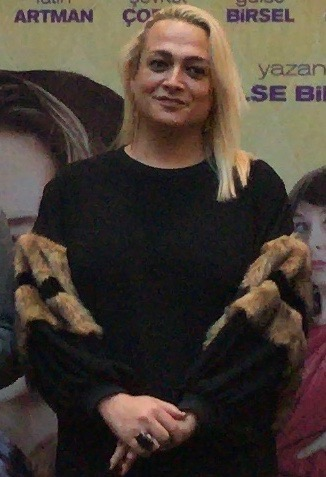
Ayta Sözeri (* 1976)

- Sözeri, Erkan (* 1966), türkischer Fußballspieler und -trainer

### Sozg
- Sözgelmez, Murat (* 1985), türkischer Fußballspieler

### Sozk
- Sözkesen, Murat (* 1975), türkischer Fußballspieler, -trainer und -funktionär

### Sozm
- Sözmen, Serkan (* 1989), türkischer Fußballspieler

### Sozo
- Sozomenos, spätantiker Kirchenhistoriker

### Sozy
- Sozy Carafa, Alfonso (1704–1783), italienischer Geistlicher und Bischof von Lecce

### Sozz
- Sozza, Simone (* 1987), italienischer Fußballschiedsrichter
- Sozzani, Franca (1950–2016), italienische Journalistin
- Sozzi, Carlo (1752–1824), italienischer Geistlicher
- Sozzi, Francesco (1732–1795), italienischer Maler
- Sozzi, Olivio (1690–1765), italienischer Maler
- Sozzini, Fausto (1539–1604), italienischer Jurist und unitarischer Theologe
- Sozzini, Lelio (1525–1562), italienischer humanistischer Jurist und unitarischer Theologe, Begründer des Sozinianismus
- Sozzo, Antonio (* 1942), italienischer katholischer Erzbischof und emeritierter Diplomat des Heiligen Stuhls